# Panique à Chicago
Pour plus de détails, voir Fiche technique et Distribution.
Panique à Chicago (Panik in Chicago) est un film allemand réalisé par Robert Wiene, sorti en 1931.

## Fiche technique
- Titre original : Panik in Chicago
- Titre français : Panique à Chicago
- Réalisation : Robert Wiene
- Scénario : Friedrich Raff (de) et Julius Urgiß (en) d'après le roman de Robert Heymann (en)
- Photographie : Willy Goldberger (en)
- Montage : Paul May
- Musique : Mihály Krausz
- Pays d'origine : République de Weimar
- Format : Noir et blanc
- Genre : drame
- Durée : 77 minutes
- Date de sortie : 1931

## Distribution
- Olga Tchekhova : Florence Dingley
- Hans Rehmann (en) : Taglioni
- Ferdinand Hart : Percy Boot
- Hilde Hildebrand : Susy Owen
- Lola Chlud (de) : Fay Davis
- Ernst Dumcke (en) : Kommissar Renard
- Willy Trenk-Trebitsch (en) : Kriminalbeamter Charles
- Gerhard Bienert : Tom
- Friedrich Ettel (en) : King
- Franz Weber : John